# Heteranthia
Genre
Heteranthia est un genre de plantes de la famille des Solanaceae.